# رودني جورج
رودني جورج (بالإنجليزية: Rodney George)‏ هو لاعب إسكواش أسترالي، ولد في 1954.